# غاريقون فييري
غاريقون فييري (الاسم العلمي: Agaricus freirei ) هو نوع الفطريات يتبع جنس الغاريقون من الفصيلة الغاريقونية.